# Radio Algerien International
Radio Algérie Internationale (kurz RAI; arabisch إذاعة الجزائر الدولية, DMG Iḏāʿat al-Ǧazāʾir ad-duwalīya) ist der Auslandssender von Radio Algerien. Das Hörfunkprogramm startete am 19. März 2007 und ist täglich rund um die Uhr zu empfangen. Vorläufer gab es seit Ende der 1970er-Jahre.
Leiter („directeur“) des Senders war bis 2017 der Journalist Mohsen Karim Slimani, der seit 1986 für Radio Algerien arbeitete. Gegen seinen Nachfolger Abdelkader Boudjella gab es Proteste unter den Mitarbeitern.
Radio Algerien International berichtet über Politik, Wirtschaft und Sport. Neben Arabisch (55 %) wird das Programm auf Französisch (35 %), Englisch und Spanisch (je 5 %) gesendet. Die englischsprachige Sendung wird um 14:30 Uhr, die spanischsprachige um 15:00 Uhr algerischer Zeit ausgestrahlt.
Daneben existiert seit Mai 2023 der Sender Ifrikya FM, der in verschiedenen Sprachen für Afrika zu hören ist, auch auf Kurzwelle.

## Empfang
Zu empfangen ist das Programm weltweit via Internet, in Algerien auf UKW und MW, in Europa, Nordafrika und dem Nahen Osten über den Satelliten SES-4, in Nordafrika auch über Alcomsat-1, in Nordafrika und dem Nahen Osten auch über BADR-6 und Eutelsat 7 West A, aber nicht auf Kurzwelle.